# 尼濟
50°46′49″N 34°46′34″E / 50.78028°N 34.77611°E

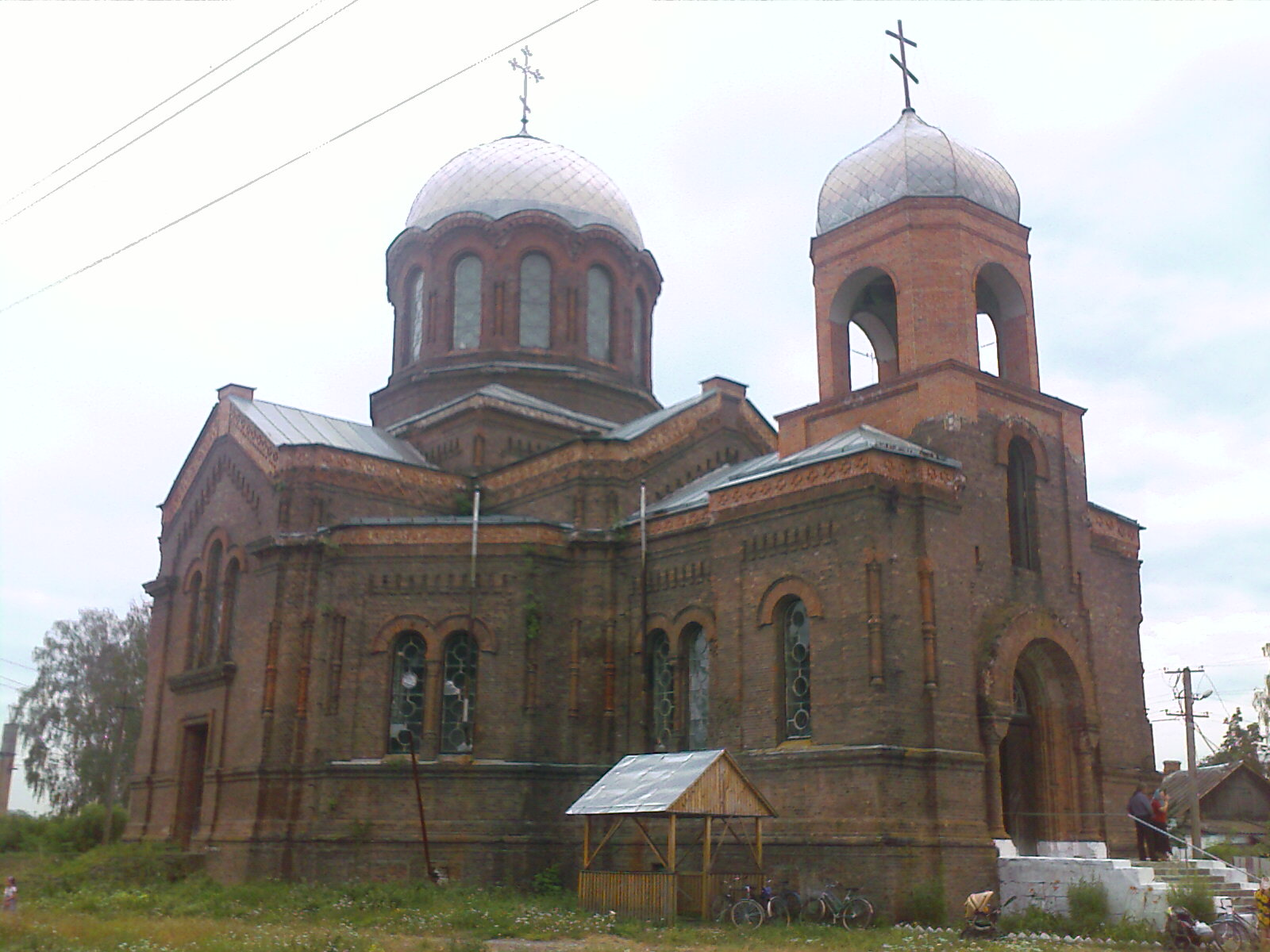
教堂

尼濟，是烏克蘭東北部蘇梅州蘇梅區萨德市镇内的市級鎮。處於蘇梅以南22公里的普肖爾河左岸，始建於1662年，該鎮設有發電廠設施，2024年人口3,000。